# Latín tardío
El latín tardío (en latín: Latinitas serior ) es el nombre académico del latín escrito de la antigüedad tardía, datado habitualmente en el período entre los siglos III y VI d. C. y continuando hasta el siglo VII en Iberia, es decir  entre las épocas del latín clásico y el latín medieval. Los eruditos no están de acuerdo exactamente cuándo debería terminar el latín clásico o debería comenzar el latín medieval. Sin embargo, el latín tardío se caracteriza (con variaciones y disputas) por un estilo identificable. 
Al ser un idioma escrito, el latín tardío no es lo mismo que el latín vulgar, que existía en época anterior. Este último sirvió como antepasado de las lenguas romances. Aunque los autores del latín tardío emplean una mayor cantidad de vocabulario y construcciones del latín vulgar, sigue manteniendo en gran parte características generales del latín clásico. Algunos escritos del latín tardío son más literarios y clásicos, pero otros se inclinan más a lo  vernáculo. Además, el latín tardío no es idéntico al latín patrístico cristiano, utilizado en la teología de los primeros padres cristianos. Mientras que los escritos cristianos usaban un subconjunto del latín tardío, los paganos también escribieron extensamente en latín tardío, especialmente en la primera parte del período. 
El latín tardío se formó cuando un gran número de pueblos de habla no latina en la periferia del imperio eran subsumidos y asimilados, y con el surgimiento del cristianismo que introdujo una mayor división en la sociedad romana, creando una mayor necesidad de un lenguaje estándar para comunicarse entre diferentes registros socioeconómicos y regiones muy separadas del extenso imperio. Un discurso nuevo y más universal evolucionó a partir de varios elementos principales: latín clásico; latín cristiano, que contaba con un sermo humilis (habla ordinaria) en la dirigirse a la gente, y los diversos dialectos del latín vulgar.

Según el lingüista Antoine Meillet:
"Sin que se modificara mucho la apariencia exterior de la lengua, el latín se convirtió en el transcurso de la época imperial en una nueva lengua. Sirviendo como una especie de lengua franca para un gran imperio, el latín tendió a simplificarse, para mantenerse por encima de todo lo que tenía de ordinario ". 

## Construcciones filológicas

### Latín tardío y posclásico
Los conceptos de latín tardío o antigüedad tardía no son modernos, aunque su origen permanece oscuro. Un artículo en Harper's New Monthly Magazine sobre la publicación del Lexicon of the Latin Language de Andrews Freund en 1850 menciona que el diccionario divide el latín en anteclásico, clásico, ciceroniano, augusto, post-augusto y postclásico o latín tardío, lo que indica que el término ya estaba en uso profesional por los clasicistas ingleses de principios del siglo XIX. También se pueden encontrar ejemplos de uso vernáculo del término desde el siglo XVIII. El término antigüedad tardía, que significa posclásico y premedieval, se había difundido en inglés mucho antes de esa fecha.

### Latín imperial
La primera edición de 1780 de la Historia de la literatura romana de Wilhelm Sigismund Teuffel definía un período temprano, la Edad de Oro, la Edad de Plata y luego pasa a definir otras edades primero por dinastía y luego por siglo. En las ediciones posteriores, subsumió todos los períodos bajo tres títulos: el Primer Período (latín arcaico), el Segundo Período (la Edad de Oro) y el Tercer Período, "la Edad Imperial", subdividido en la Edad de Plata, el siglo II y los siglos III-VI juntos, lo que fue un reconocimiento del latín tardío, ya que a veces se refiere a los escritos de esa época como "tardíos". El concepto de latín imperial entraba a la literatura inglesa; La Historia de la literatura romana de Fowler lo menciona en 1903.
Sin embargo, la caracterización como "imperial" de este latín presenta problemas insolubles en el comienzo y el final del periodo. Políticamente, el Período Augusto excluido es el paradigma de la imperialidad, pero su estilo no puede asociarse con el de la Edad de Plata ni con el Latín tardío. Por otra parte, en la Italia del siglo VI, el Imperio Romano de Occidente ya no existía sino el gobierno de reyes godos. Por ello, el término latín imperial fue abandonado por los historiadores de la literatura latina, aunque puede aparecer en obras marginales. La Edad de Plata se extendió un siglo y los últimos cuatro siglos representan el latín tardío.

### Bajo latín

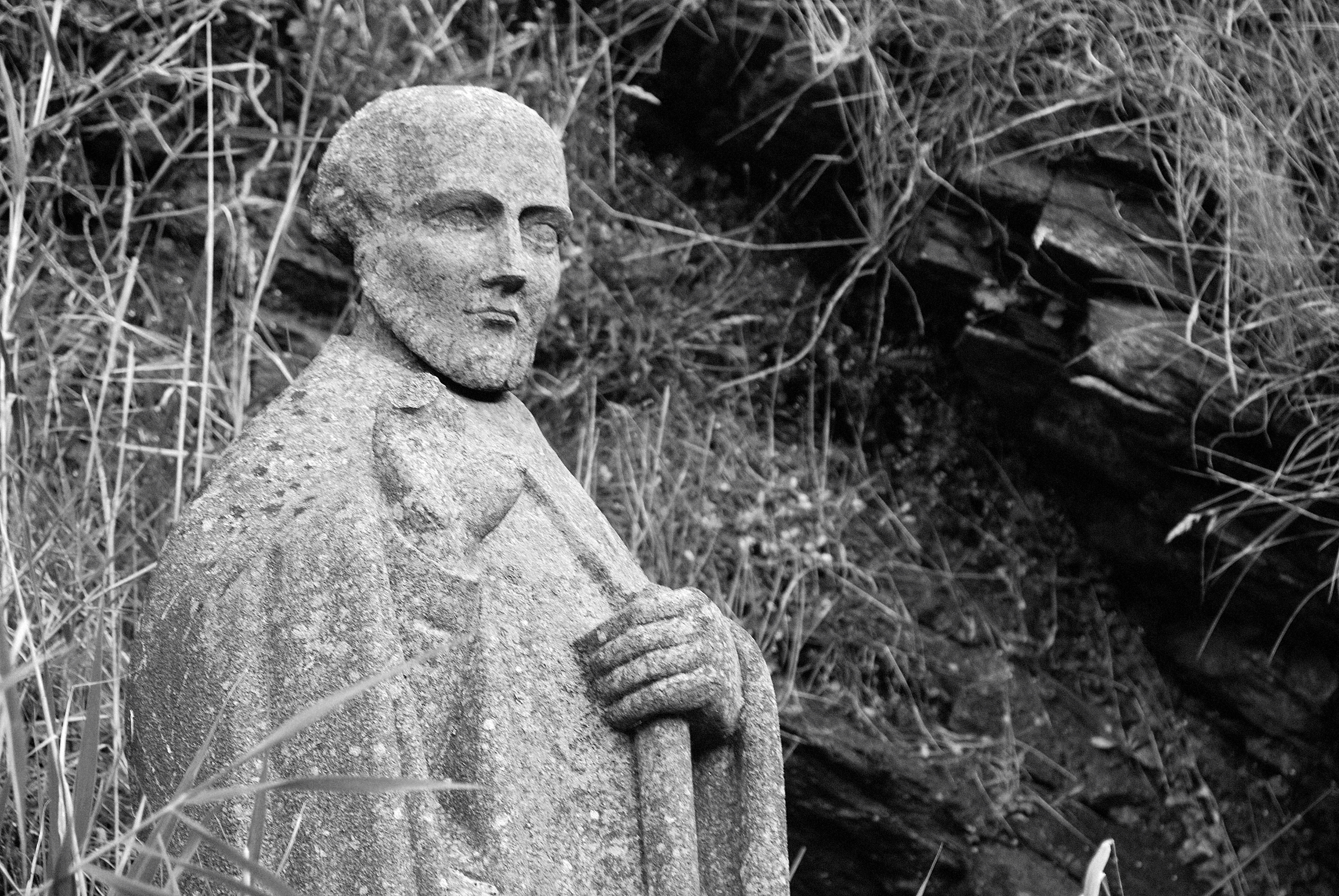
St. Gildas, uno de varios escritores latinos tardíos que promulgaron un excidium o ruina Britanniae debido a la depravación moral

El bajo latín es un término vago y a menudo peyorativo que puede referirse a cualquier latín posclásico desde el latín tardío hasta el latín renacentista, según el autor. Sus orígenes son oscuros, pero la expresión latina media et infima Latinitas apareció en 1678 en el título de un Glosario (para los estándares actuales un diccionario) de Charles du Fresne, señor du Cange. La obra multivolumen tuvo muchas ediciones y ampliaciones de otros autores posteriores. El título varía un poco; el más utilizado fue Glossarium Mediae et Infimae Latinitatis. Ha sido traducido por expresiones de significados muy diferentes según se entienda qué significa medios, "medio" e infima, "bajo", en este contexto.
El término medios está firmemente conectado al latín medieval por la propia terminología de Cange expuesta en la Praefatio, como scriptores mediae aetatis, "escritores de la edad media". El Glosario de Cange toma palabras de autores que van desde el período cristiano (latín tardío) hasta el latín renacentista, hasta el latín clásico si una palabra se origina allí. Tanto media et infima Latinitas puede referirse a una edad, que debe ser la edad media aún cubriendo todo el rango postclásico, o bien puede referirse a dos períodos consecutivos, infima Latinitas y media Latinitas. Ambas interpretaciones tienen sus adeptos.

### Hasta la muerte de Boecio

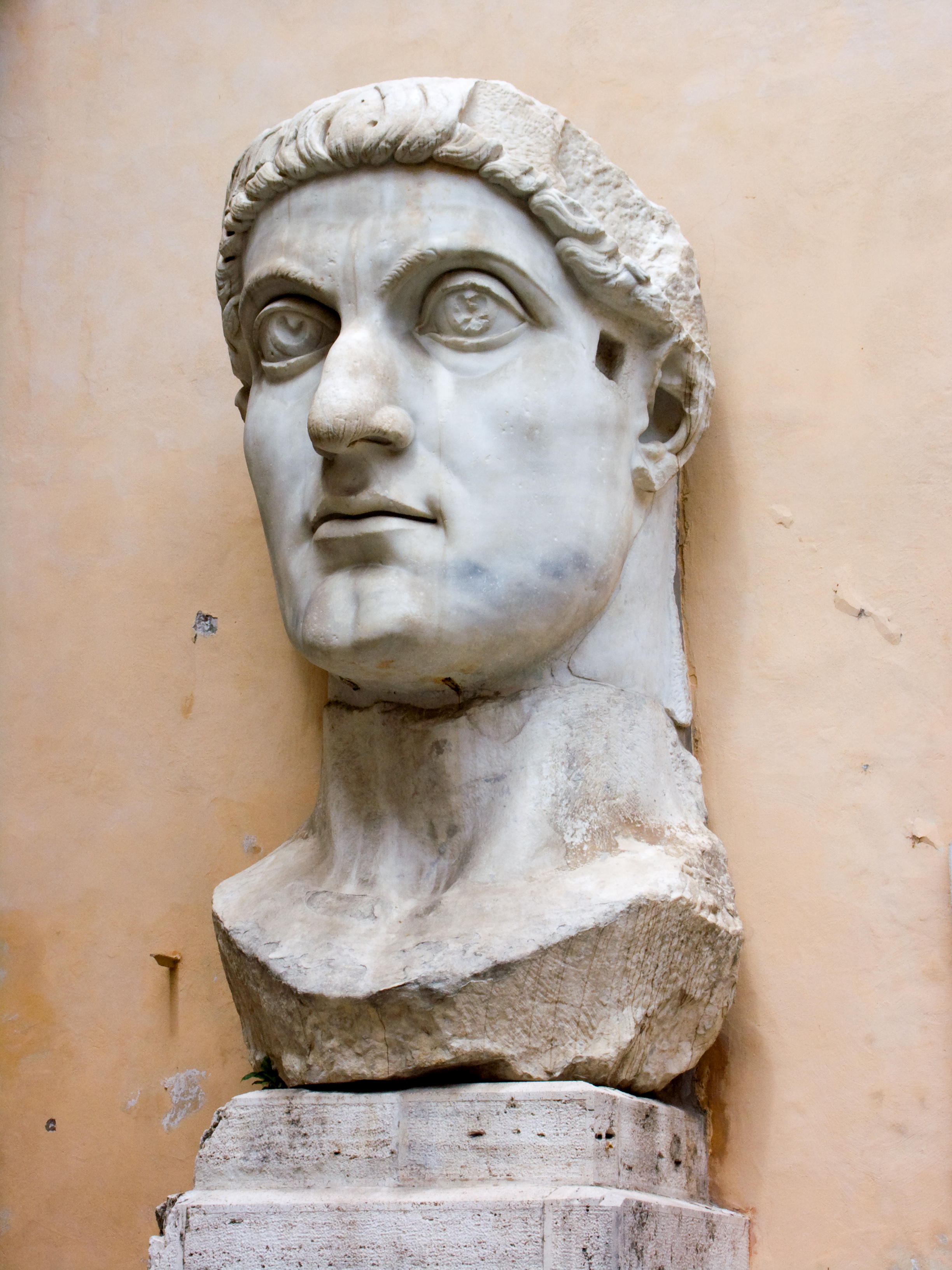
Constantino el Grande

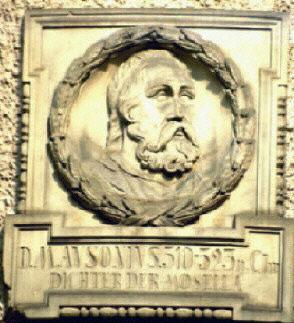
Ausonio

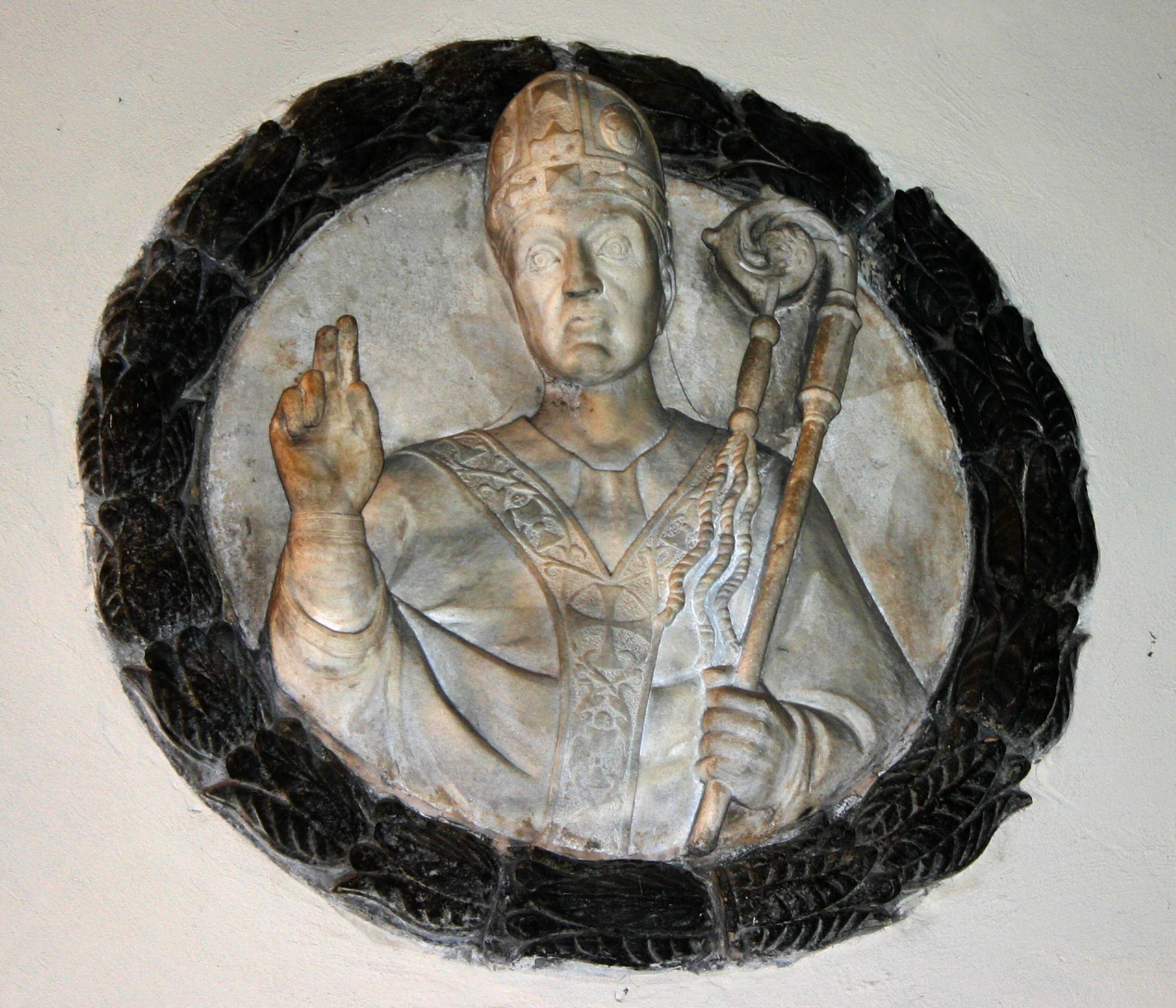
Ambrosio

- Domicio Ulpiano (170-228), jurista, oficial imperial
- Julius Paulus Prudentissimus (siglos II y III), jurista, oficial imperial
- Elio Marciano (siglos II y III), jurista
- Herennius Modestinus (siglo III), jurista
- Censorinus (siglo III), historiador, ensayista
- Quintus Gargilius Martialis (siglo III), horticultor, farmacólogo
- Gaius Asinius Quadratus (siglo III), historiador
- Quintus Septimius Florens Tertullianus (160-220), "el padre del cristianismo latino", polemista contra la herejía
- Thascius Caecilius Cyprianus (200-258), retórico convertido, obispo de Cartago, mártir, santo
- Novatianus (200-258), teólogo, Papa rival, excomulgante
- Quintus Serenus Sammonicus (siglo II, principios del siglo III), erudito, educador
- Commodianus (siglo III), poeta, educador cristiano
- Lucius Caelius Firmianus Lactantius (240-320), retórico convertido, erudito, apologista cristiano y educador
- Ammianus Marcellinus (siglo IV), soldado, oficial imperial, historiador
- Claudius Claudianus (siglo IV), poeta de la corte
- Gaius Julius Solinus (siglo III o IV), escritor de actualidad
- Nonius Marcellus (siglo III o IV), escritor de actualidad
- Marco Aurelio Olympius Nemesiano (fl. 283), poeta
- Aquila Romanus (siglo III), retórico
- Eumenio de Autun (siglo III), educador
- Aelius Festus Aphthonius (siglo III o IV), gramático
- Calcidio (siglo IV), traductor
- Gaius Marius Victorinus (siglo IV), filósofo convertido
- Arnobio de Sicca (siglo IV), apologista cristiano
- Constantino I (272–337), primer emperador cristiano
- Nazarius (siglo IV), retórico, educador
- Gaius Julius Victor (siglo IV), retórico
- Gaius Vettius Aquilinus Juvenco (siglo IV), poeta cristiano
- Nonius Marcellus (siglos III y IV), gramático, lexicógrafo
- Julius Firmicus Maternus (siglo IV), abogado convertido, escritor pagano y cristiano
- Aelius Donatus (siglo IV), gramático, retórico, educador
- Paladio (408/431-457/461), santo, primer obispo de Irlanda
- Sexto Aurelio Víctor (320-390), oficial imperial, historiador
- Eutropio (siglo IV), oficial imperial, historiador
- Aemilius Magnus Arborius (siglo IV), poeta, educador, amigo de la familia imperial
- Decimius Magnus Ausonius (c. 310 - 395), poeta, retórico, educador, amigo de la familia imperial
- Claudius Mamertinus (siglo IV), oficial imperial, panegirista, malversador
- Hilarius (siglo IV), neoplatónico convertido, teólogo, obispo de Poitiers, santo
- Ambrosio (337 / 340–397), teólogo, obispo de Milán, santo
- Lucifer (m. 370/371), teólogo, obispo de Cerdeña
- Prisciliano (m. 385), teólogo, primera persona ejecutada como hereje
- Flavius Sosipater Charisius (siglo IV), gramático
- Diomedes Grammaticus (siglo IV), gramático
- Postumius Rufus Festus Avienius (siglo IV), oficial imperial, poeta, traductor
- Priscianus Caesariensis (fl. 500), gramático